# 핵전쟁 방지 국제 의사회

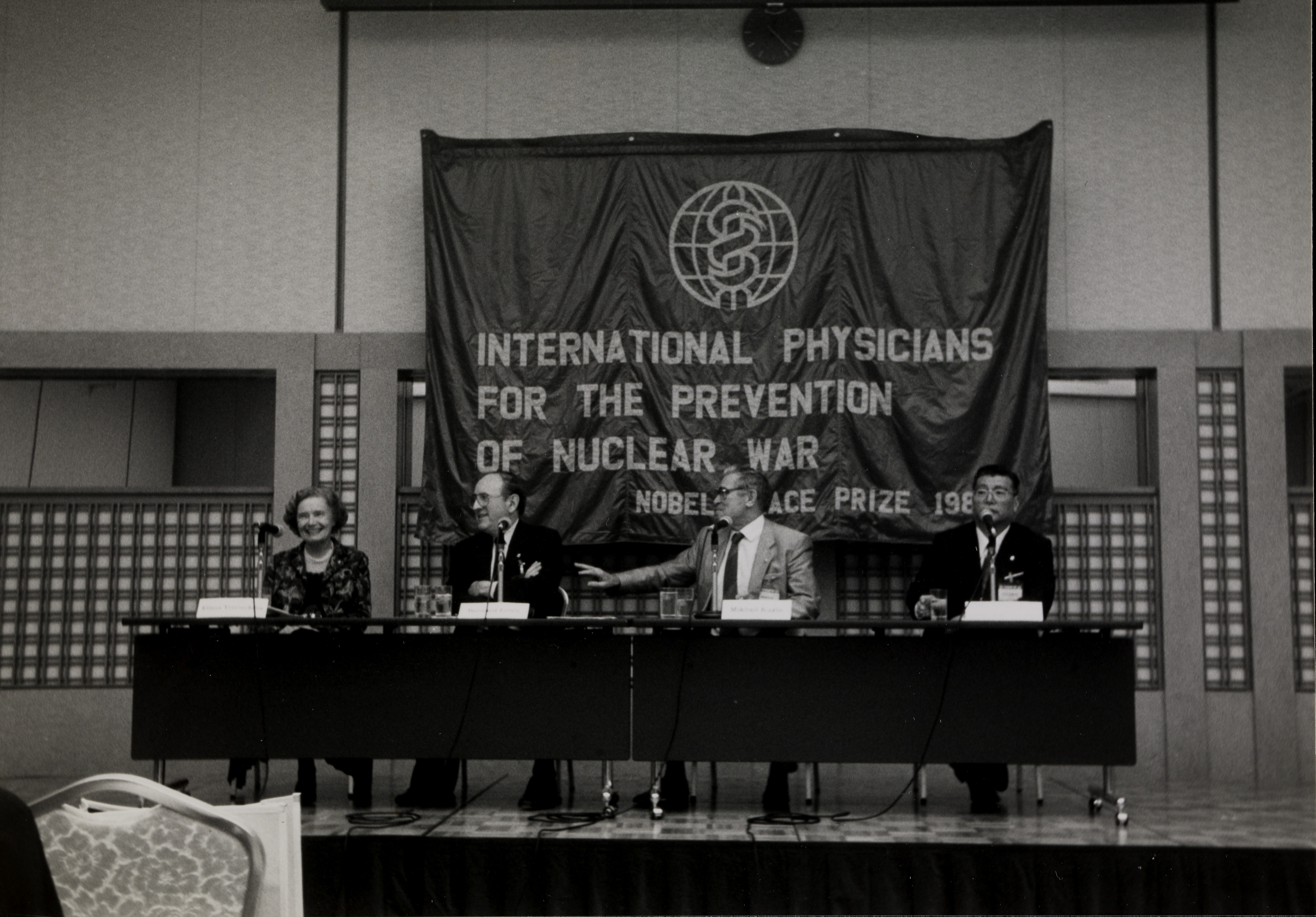

핵전쟁 방지 국제 의사회(核戰爭防止國際醫師會, International Physicians for the Prevention of Nuclear War, IPPNW)는 핵전쟁 방지와 핵무기 감축을 목적으로 하는 국제적인 의학 기구이다. 1980년 12월 미국의 심장병 전문의 버나드 라운과 소련의 심장병 전문의 예브게니 차조프가 설립했다.
1984년에 유네스코 평화 교육상을 수상했으며 1985년에는 노벨 평화상을 수상했다. 1980년대 중반 이 기구의 회원 수는 약 145,000명에 달했고 1990년대 초반에는 전 세계 60여개 국가에서 온 약 200,000명의 회원이 활동하기에 이른다.